# Clare (Iowa)
Pour les articles homonymes, voir Clare.
Clare est une ville, du comté de Webster en Iowa, aux États-Unis. Elle est incorporée le 29 mars 1892.

## Source de la traduction
- (en) Cet article est partiellement ou en totalité issu de l’article de Wikipédia en anglais intitulé « Clare, Iowa » (voir la liste des auteurs).